# Olimpia Basket Matera
El Olimpia Basket Matera, conocido también por motivos de patrocinio como Bawer Olimpia Matera, es un equipo de baloncesto italiano con sede en la ciudad de Matera, Basilicata. Compite en la Serie B, la tercera división del baloncesto en Italia. Disputa sus partidos en el PalaSassi, con capacidad para 2.000 espectadores.

## Nombres
- Ellepi Diffusion Matera

(1960-1979)
- Amaro Lucano Matera

(1980-1998)
- Impes Group Matera

(1993-1994)
- Centrotermico Matera

(1999-2000)
- Banca Popolare del Materano

(2001-2004)
- Axe Matera

(2004-2005)
- Bawer Olimpia Matera

(2005-)

## Posiciones en Liga
- 2009 - (12-A Dil)
- 2010 - (11-A Dil)
- 2011 - (7-A Dil)
- 2012 - (6-Naz A)
- 2013 - (2-Naz A)
- 2014 - (8-LNP Silver)
- 2015 - (15-Serie A2 Silver)

## Palmarés
- Subcampeón de la Divisione Nazionale A (2013)
- Subcampeón Copa Divisione Nazionale A (2013)

## Jugadores destacados
| - Kyle Austin - Josh Greene - Anthony Jones |  | - Jordan Richard - Kyle Swanston |